# Schizochelus modestus
Schizochelus modestus är en skalbaggsart som beskrevs av Philippi 1861. Schizochelus modestus ingår i släktet Schizochelus och familjen Melolonthidae. Inga underarter finns listade i Catalogue of Life.